# ديفيد فرانكل
ديفيد فرانكل (بالإنجليزية: David Frankel)‏ (مواليد 2 أبريل 1959 في نيويورك)، هو مخرج وكاتب سيناريو أمريكي بدأ مسيرته الفنية عام 1984. كما أنه من الفائزين بجوائز الأوسكار وجائزة إيمي.

## الأعمال
- 2006: الشيطان يرتدي برادا
- 2008: مارلي وأنا
- 2016: كولاترل بيوتي

## وصلات خارجية
- ديفيد فرانكل على موقع IMDb (الإنجليزية)
- ديفيد فرانكل على موقع ألو سيني (الفرنسية)
- ديفيد فرانكل على موقع أول موفي (الإنجليزية)
- ديفيد فرانكل على موقع بوكس أوفيس موجو (الإنجليزية)
- ديفيد فرانكل على موقع قاعدة بيانات الأفلام السويدية (السويدية)
- ديفيد فرانكل على موقع إن إن دي بي (الإنجليزية)
- ديفيد فرانكل على موقع قاعدة بيانات الفيلم (الإنجليزية)
- ديفيد فرانكل على موقع كينوبويسك (الروسية)